# Anarete
Anarete är ett släkte av tvåvingar som beskrevs av Alexander Henry Haliday 1833. Anarete ingår i familjen gallmyggor.

## Dottertaxa tillAnarete, i alfabetisk ordning[1][2]
- Anarete albipennis
- Anarete allahabadensis
- Anarete anepsia
- Anarete buscki
- Anarete candidata
- Anarete corni
- Anarete coronata
- Anarete diervillae
- Anarete edwardsi
- Anarete felti
- Anarete flavitarsis
- Anarete iridis
- Anarete jagdyevi
- Anarete johnsoni
- Anarete lacteipennis
- Anarete mamajevi
- Anarete manii
- Anarete medicaginis
- Anarete pallida
- Anarete perplexa
- Anarete pilipennis
- Anarete pritchardi
- Anarete rubra
- Anarete serena
- Anarete sitapurensis
- Anarete stettinensis
- Anarete taimyrensis
- Anarete taishanensis
- Anarete triarthra
- Anarete zhengi